# Colin Dagba
Colin Dagba (* 9. September 1998 in Béthune) ist ein französischer Fußballspieler, der als Rechtsverteidiger aktuell bei K Beerschot VA in Belgien unter Vertrag steht.

## Karriere
Dagba wechselte 2013 vom RC Lens als Jugendspieler zu US Boulogne und absolvierte für den Klub ein Spiel in der National D3 (dritthöchste Spielklasse). Am 3. Juli 2017 unterzeichnete Dagba einen Vertrag mit dreijähriger Laufzeit bei Paris Saint-Germain. Dagba machte sein professionelles Debüt am 4. August 2018, im französischen Supercup (Trophée des Champions) gegen die AS Monaco, ein Spiel, welches mit einem 4:0-Sieg für PSG endete. Sein Debüt in der Ligue 1 gab er für das Team von Trainer Thomas Tuchel am 12. August 2018 bei einem 3:0-Heimsieg gegen SM Caen.
Im Juli 2022 wurde er für ein Jahr an Racing Straßburg ausgeliehen. Im Sommer 2023 folgte die Leihe zu Absteiger AJ Auxerre in die Ligue 2. In der 2. Liga absolvierte er 16 Ligaspiele und stieg mit Auxerre als Zweitligameister in die Ligue 1 auf.
Anfang September 2024 wechselte Dagba nach Belgien und schloss sich Aufsteiger K Beerschot VA in der Division 1A an.

## Persönliches
Dagba wurde in Frankreich geboren und ist beninischer Abstammung.

## Erfolge
Paris Saint-Germain
- Französischer Meister: 2019, 2020, 2021
- Französischer Supercupsieger: 2018, 2019
- Französischer Pokalsieger: 2020, 2021
- Französischer Ligapokalsieger: 2020

AJ Auxerre
- Französischer Zweitligameister und Aufstieg in die Ligue 1: 2023/24